# Rittersporn-Sonneneule
Die Rittersporn-Sonneneule (Periphanes delphinii), oder Rittersporneule ist ein Schmetterling (Nachtfalter) aus der Familie der Eulenfalter (Noctuidae).

## Merkmale
Die Flügelspannweite der farblich sehr auffallenden und attraktiven Falter beträgt etwa 30 bis 36 Millimeter. Die Grundfarbe der Vorderflügel variiert von hell rosa über leuchtend rotviolett oder purpurrot bis zu rötlichbraun. Das Basalfeld ist fächerartig ausgestaltet, dunkel rotbraun gefärbt und gegen das Mittelfeld scharf abgegrenzt. Zapfen- und Ringmakel sind nicht erkennbar, lediglich die Nierenmakel heben sich dunkel ab und reichen teilweise bis zur Costa. Mittelfeld und äußeres Saumfeld sind hell rosa bis violettrot, während das innere Saumfeld rotbraun gefärbt ist. Die doppelten Querlinien sind hellrot gefüllt. Der Thorax ist gelb behaart. Die Hinterflügel zeigen innen eine helle Färbung, einen Mittelfleck und gehen nach außen hin zunächst in rotbraune und unmittelbar vor dem Saum in rosarote Tönungen über. Der Außenrand ist bei allen Flügeln mit relativ langen, sehr feinen, gelblichen oder weißlichen Härchen versehen. Die Raupen sind hell violettgrau gefärbt, mit vielen, unregelmäßigen, schwarzen Punkten und Strichen versehen und zeigen oftmals undeutliche, gelbe Seitenstreifen. An der schlanken, rotbraunen Puppe heben sich grünliche Flügelscheiden ab. Zwei lange Dornen sind am gerundeten Kremaster erkennbar.

## Verbreitung und Lebensraum
Die Rittersporn-Sonneneule ist von Afghanistan und den Steppengebieten Mittel- und Kleinasiens bis ins Mittelmeergebiet -einschließlich Nordwestafrika- verbreitet. Auch in einigen südosteuropäischen Regionen ist sie anzutreffen. Die sehr Wärme liebende Art kommt hauptsächlich in Steppen, an warmen Hängen, heißen Ödländereien, Weinbergen und Gärten vor.

## Lebensweise
Die Falter sind überwiegend dämmerungs- und nachtaktiv, werden aber auch am Tage auf verschiedenen Blüten, an die sie farblich angepasst sind, angetroffen. Sie besuchen künstliche Lichtquellen und bevorzugen zur Nahrungsaufnahme das Saugen an Blüten der Futterpflanze gegenüber Ködern. Ihre Flugzeit umfasst die Monate Mai und Juni. Die Raupen leben von Juli bis August. Sie ernähren sich hauptsächlich von den Blüten und Samen von Feldrittersporn (Delphinium consolida), zuweilen auch von Blauem Eisenhut (Aconitum napellus). Die Art überwintert in einer Erdhöhle als Puppe.

## Gefährdung
Die Rittersporn-Sonneneule gilt in Deutschland seit Anfang des Zwanzigsten Jahrhunderts als ausgestorben. Bei gelegentlichen späteren Einzelfunden handelt es sich wahrscheinlich um eingewanderte Tiere. Die Art wird deshalb auf der Roten Liste gefährdeter Arten in Kategorie 0 (ausgestorben oder verschollen) geführt.